# Fukuoka (prefectuur)
De prefectuur Fukuoka (Japans: 福岡県, Fukuoka-ken) is een Japanse prefectuur op het eiland Kyushu. De prefectuur Fukuoka heeft een oppervlakte van 4976,59 km² en had op 1 maart 2008 een bevolking van ongeveer 5.060.129 inwoners. De hoofdstad is Fukuoka.

## Geschiedenis
De prefectuur Fukuoka is ontstaan uit de voormalige provincies Chikugo, Chikuzen en Buzen.

## Geografie
De administratieve onderverdeling is als volgt:

### Zelfstandige steden (市) shi
Er zijn 29 steden in de prefectuur Fukuoka.
| - Asakura - Buzen - Chikugo - Chikushino - Dazaifu - Fukuoka (hoofdstad) - Fukutsu - Iizuka - Itoshima - Kama - Kasuga - Kitakyushu - Koga - Kurume - Miyama | - Miyawaka - Munakata - Nakagawa - Nakama - Nogata - Ogori - Okawa - Omuta - Onojo - Tagawa - Ukiha - Yame - Yanagawa - Yukuhashi |

### Gemeenten (郡 gun)
De gemeenten van Fukuoka, ingedeeld naar district:
| District | Gemeenten                                                 |
| -------- | --------------------------------------------------------- |
| Asakura  | Chikuzen - Toho                                           |
| Chikujo  | Chikujo - Koge - Yoshitomi                                |
| Kaho     | Keisen                                                    |
| Kasuya   | Hisayama - Kasuya - Sasaguri - Shime - Shingu - Sue - Umi |
| Kurate   | Kotake - Kurate                                           |
| Mii      | Tachiarai                                                 |
| Miyako   | Kanda - Miyako                                            |
| Mizuma   | Oki                                                       |
| Onga     | Ashiya - Mizumaki - Okagaki - Onga                        |
| Tagawa   | Aka - Fukuchi - Itoda - Kawara - Kawasaki - Oto - Soeda   |
| Yame     | Hirokawa                                                  |

### Fusies
(Situatie op 1 oktober 2018) 
Zie ook: Gemeentelijke herindeling in Japan
- Op 1 april 2003 werd de gemeente Genkai van het District Munakata aangehecht bij de stad Munakata.
- Op 24 januari 2005 fuseerden de gemeenten Fukuma en Tsuyazaki (van het District Munakata) tot de nieuwe stad Fukutsu.
- Op 5 februari 2005 werden de gemeenten Kitano (van het District Mii), Jojima en Mizuma (van het District Mizuma) en Tanushimaru (van het District Ukiha) aangehecht bij de stad Kurume.
- Op 20 maart 2005 fuseerden de gemeenten Ukiha en Yoshii van het District Ukiha tot de nieuwe stad Ukiha. Het District Ukiha verdween als gevolg van deze fusie.
- Op 21 maart 2005 werden de gemeenten Yamato en Mitsuhashi van het District Yamato aangehecht bij de stad Yanagawa.
- Op 22 maart 2005 smolten de gemeenten Miwa en Yasu van het District Asakura samen tot de nieuwe gemeente Chikuzen.
- Op 28 maart 2005 fuseerden de gemeenten Koishiwara en Hoshuyama van het District Asakura tot de nieuwe gemeente Toho.
- Op 28 maart 2005 werd het dorp Oshima aangehecht bij de stad Munakata. Het District Munakata verdween als gevolg van deze fusie.
- Op 11 oktober 2005 werden de gemeenten Taihei en Shinyoshitomi van het District Chikujo samengevoegd tot de nieuwe gemeente Koge.
- Op 10 januari 2006 fuseerden de gemeenten Tsuiki en Shiida van het District Chikujo tot de nieuwe gemeente Chikujo.
- Op 11 februari 2006 smolten de gemeenten Miyata en Wakamiya van het District Kurate samen tot de nieuwe stad Miyawaka.
- Op 6 maart 2006 fuseerden de gemeenten Akaike, Hōjō en Kanada van het District Tagawa tot de nieuwe gemeente Fukuchi.
- Op 20 maart 2006 werden de gemeenten Asakura en Haki van het District Asakura samengevoegd met de stad Amagi tot de nieuwe stad Asakura.
- Op 20 maart 2006 fuseerden de gemeenten Katsuyama, Saigawa en Toyotsu van het District Miyako tot de nieuwe gemeente Miyako.
- Op 26 maart 2006 werden de gemeenten Chikuho, Honami, Kaita, and Shonai (allen van het District Kaho) aangehecht bij de stad Iizuka.
- Op 27 maart 2006 fuseerden de gemeenten Inatsuki, Kaho, en Usui (allen van het District Kaho) met de stad Yamada tot de nieuwe stad Kama.
- Op 1 oktober 2006 werd de gemeente Joyo van het District Yame aangehecht bij de stad Yame.
- Op 29 januari 2007 fuseerden de districten Yamato (de gemeenten Setaka en Yamakawa) en Miike (de gemeente Takata) tot de nieuwe stad Miyama. Beide districten verdwijnen door deze fusie.
- Op 1 januari 2010 werd de stad Maebaru samengevoegd met de gemeenten Shima en Nijo (district Itoshima) tot de nieuwe stad Itoshima. Het district Itoshima hield op te bestaan.[1]
- Op 1 februari 2010 werden de gemeenten Kurogi (黒木町, Kurogi-machi) en Tachibana (立花町, Tachibana-machi) en de dorpen Yabe (矢部村, Yabe-mura) en Hoshino (星野村, Hoshino-mura) aangehecht bij de stad Yame.
- Op 1 oktober 2018 ontving de gemeente Nakagawa de status van stad.

## Bezienswaardigheden
- Kasteel van Kokura
- Tenman-gu schrijn in Dazaifu

## Geboren
- Hiroko Moriguchi (1968), zangeres
- Takehiro Tomiyasu (1998), voetballer

## Galerij

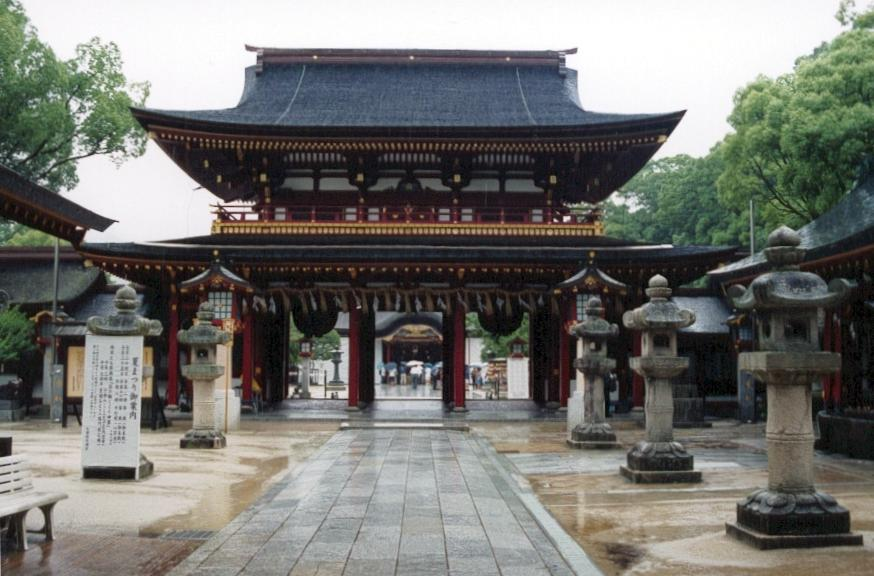
Het Tenman-gu schrijn in Dazaifu
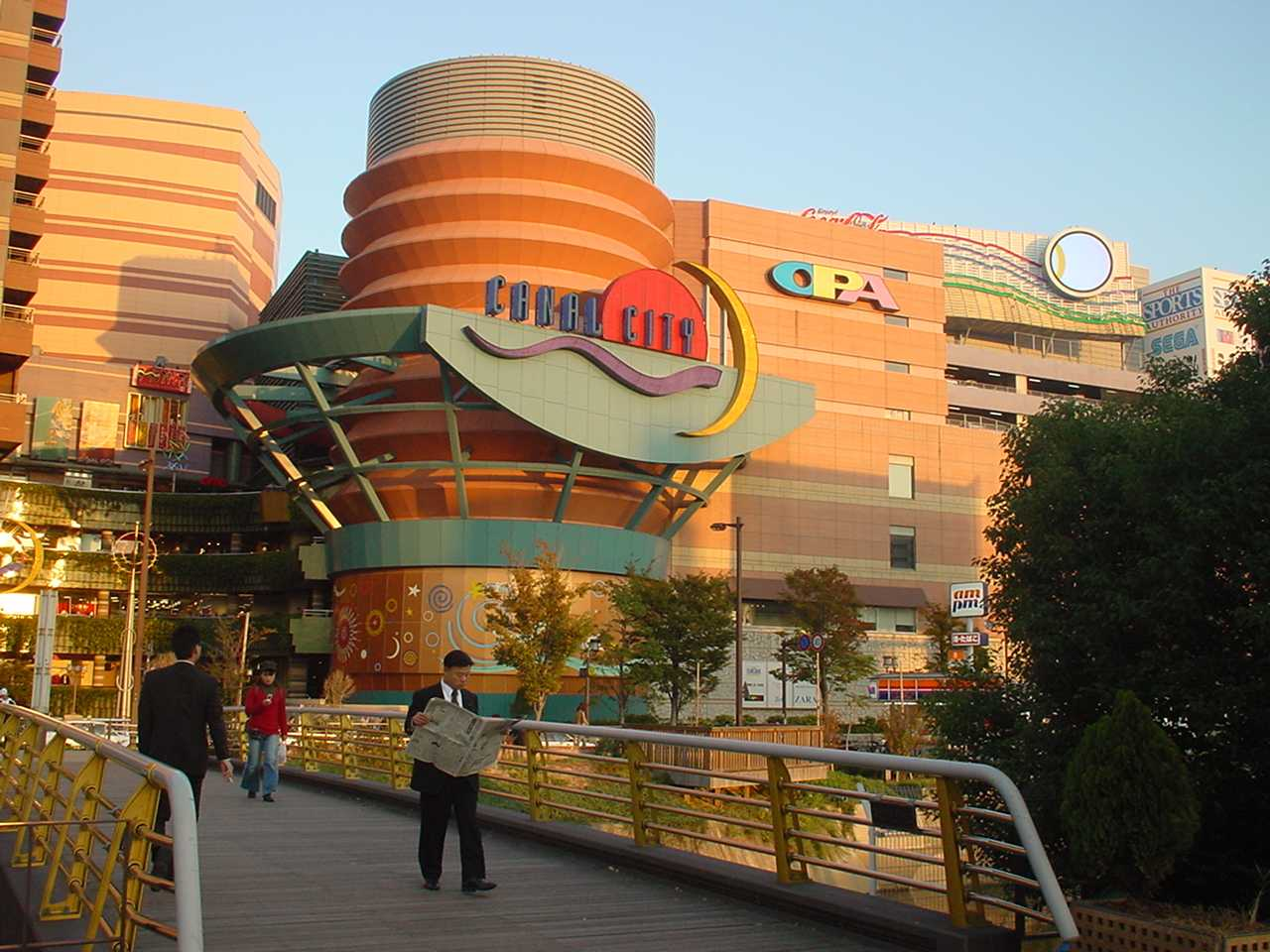
Canal City
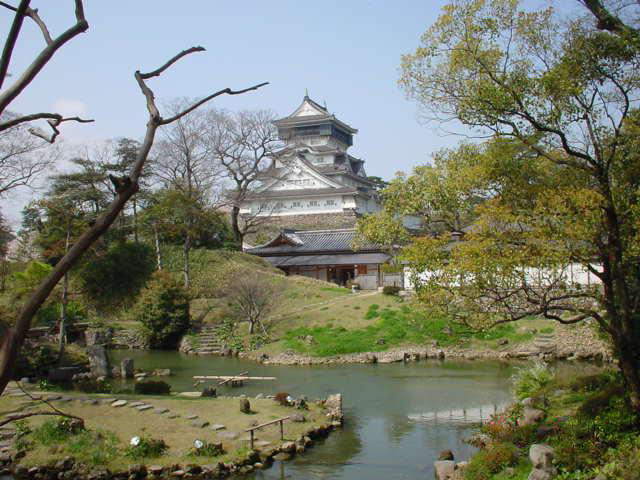
Kasteel van Kokura